# The Sound of Music (brano musicale)
The Sound of Music è una canzone dal musical The Sound of Music, composto da Richard Rodgers su testo di Oscar Hammerstein II. Essa venne cantata originariamente da Mary Martin nella prima mondiale dell'opera del 1959 a Broadway. Venne poi cantata da Julie Andrews nel film del 1965 Tutti insieme appassionatamente, con una ripresa della Von Trapp family successivamente nel film. La canzone introduce il personaggio di Maria, una giovane novizia in un'abbazia austriaca. Il testo originario era molto differente e venne modificato per renderlo più gradevole.
La canzone raggiunse la decima posizione nella lista dell'American Film Institute, le 100 più belle canzoni della storia del cinema.
La versione teatrale della canzone un preludio vocale ("So che i miei giorni sulle colline stanno per terminare...") seguito dal familiare "Le colline sono vive con il suono della musica..." La colonna sonora del film, e l'album completo della colonna sonora hanno due differenti versioni strumentali di "Le colline sono vive..." entrambe delle quali contengono una porzione del preludio vocale originale. L'album del cast del 1998 di Broadway, contiene il preludio vocale e la versione strumentale presente nel film.
Nel 2007, Carrie Underwood cantò una riedizione della canzone al the Movies Rock festival.
Questa canzone è più volte accennata nel film Moulin Rouge!.
La cantante australiana Kylie Minogue cantò i primi versi all'inizio del suo tour  KylieFever2002 e nel film Moulin Rouge!.
Renée Zellweger cantò la canzone nel film Che pasticcio, Bridget Jones! (2004).
Per Gessle eseguì la canzone in apertura del suo tour solistico europeo The Party Crasher.
Il titolo italiano ufficiale della versione contenuta nel film e interpretata da Tina Centi è Il suono della musica.